# Fratelli Cairoli
I fratelli Cairoli sono stati dei patrioti italiani, di Gropello Cairoli (PV), figure di spicco del Risorgimento.
(Giuseppe Garibaldi)
Erano figli di Carlo Cairoli (1776-1849), erede di agiati proprietari terrieri lomellini, medico, professore di chirurgia all'Università di Pavia e podestà di Pavia nel corso del Governo Provvisorio del 1848, e di sua moglie Adelaide Bono (1806-1871), figlia di un prefetto di Milano sotto Napoleone, poi conte dell'Impero. Furono scolari affezionatissimi dell'illustre professor Giambattista Pertile, loro precettore, che sarebbe stato eletto magnifico rettore dell'Università di Pavia nel 1846. 

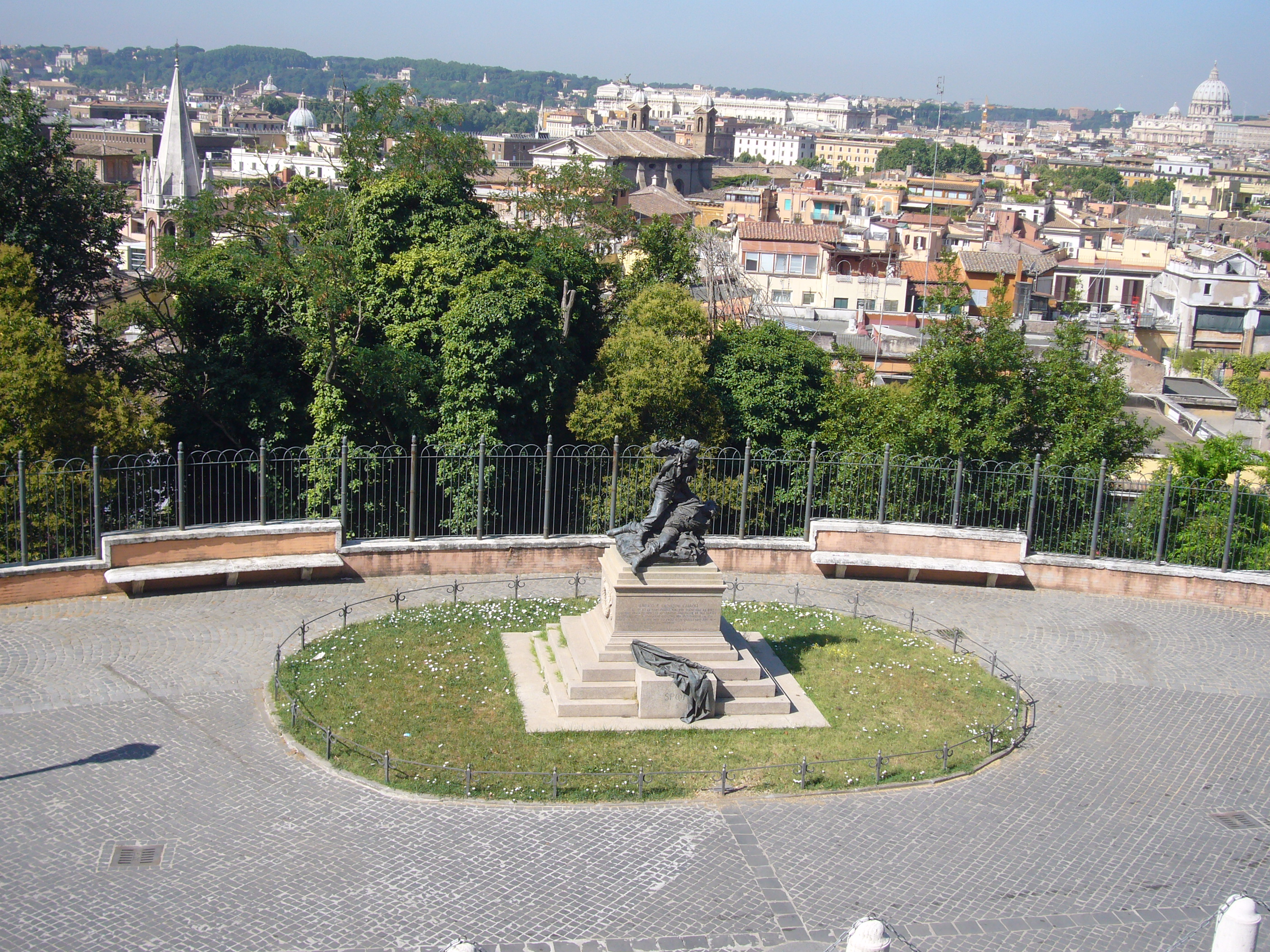
Il monumento ai fratelli Cairoli al Pincio, lungo Viale della Trinità dei Monti.

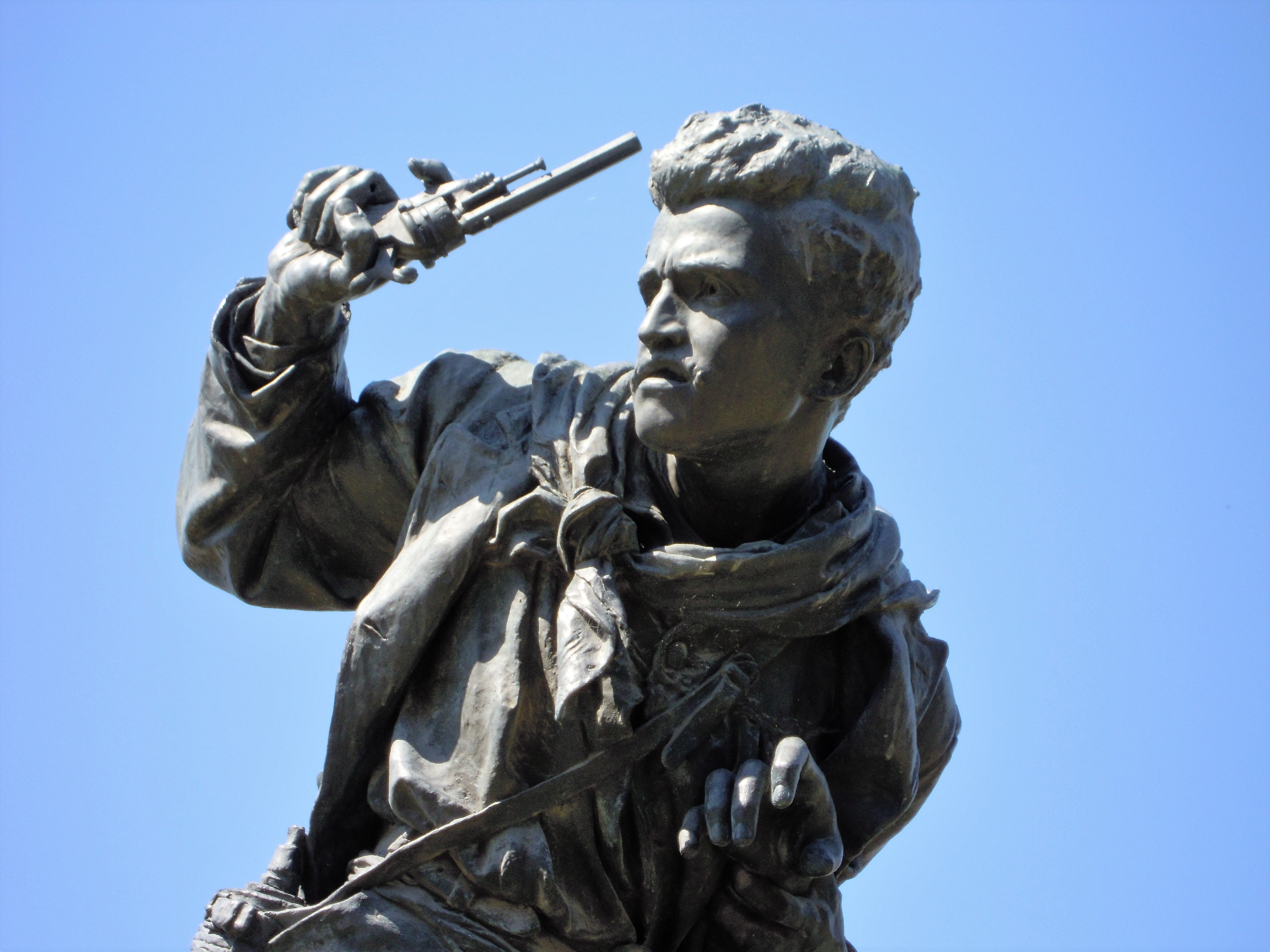
Particolare del monumento: Giovanni Cairoli

1. Benedetto (1825-1889) - partecipò alla spedizione dei Mille, dove fu gravemente ferito. Dopo l'unità d'Italia prese parte alla vita politica, ricoprì la carica di Presidente della Camera e fu Presidente del Consiglio nel 1878 e di nuovo dal 1879 al 1881.
2. Rachele (1826-1856) - sposò nel 1852 Ugo Brunati
3. Emilia (1827-1855)
4. Carolina (ca.1830 - 1836) morta a sei anni:
5. Ernesto (1833-1859) - morto tra i Cacciatori delle Alpi nella Battaglia di Varese
6. Luigi (1838-1860) - morto a Cosenza di tifo durante la Spedizione dei Mille
7. Enrico (1840-1867) - partecipò alla spedizione dei Mille; morto allo Scontro di villa Glori il 23 ottobre del 1867.
8. Giovanni (1841-1869) - morto in seguito alle ferite riportate nello Scontro di villa Glori

Enrico e Giovanni parteciparono alla Campagna dell'Agro romano per la liberazione di Roma al seguito di Giuseppe Garibaldi nel 1867 con la spedizione a Villa Glori. Cimeli e oggetti a loro appartenuti sono nel Museo nazionale della campagna dell'Agro Romano per la liberazione di Roma in Mentana.
Giovanni morì l'11 settembre 1869, a Belgirate, nella casa estiva di sua madre Adelaide. Nel libro di Michele Rosi I Cairoli, L. Capelli Ed., Bologna, (1929) pp. 223–224) si trova scritto:
Negli ultimi momenti gli parve vedere Garibaldi e fece vista di accoglierlo con trasporto. Udii (così narra un amico presente) che disse tre volte: "L'unione dei francesi ai papalini fu il fatto terribile!" pensava a Mentana. Chiamò più volte Enrico, suo fratello, 'perché lo aiutasse!' poi disse: "ma vinceremo di certo; andremo a Roma!"
In cima a Villa Glori, vicino a dove morì Enrico, c'è una semplice colonna dedicata ai Cairoli ed ai loro 70 compagni. Sul Pincio, vicino a Villa Medici (Accademia di Francia), c'è un altro monumento di bronzo con Giovanni che sostiene con un braccio il morente Enrico (salita la scalinata di Piazza di Spagna, il monumento si trova un centinaio di metri a sinistra). Dietro al monumento sono iscritti i nomi dei loro compagni.
Nel 1873 Benedetto sposò Elena Sizzo Noris (1845-1920), erede di una nobile famiglia trentina.
La famiglia Cairoli è sepolta a Gropello Cairoli in provincia di Pavia nel Sacrario che è Monumento Nazionale nei pressi della Villa abitata per lungo tempo dalla famiglia stessa.

## Lettera di Mazzini dopo la morte di Giovanni
Lettera di Giuseppe Mazzini ad Adelaide Cairoli
14 ottobre (1869)
Signora,
Ho esitato finora ad aggiungere una parola di compianto e di comforto a quelle che vi vennero e vi vengono da tutti i buoni d'Italia. Di fronte a un dolore quale deve essere il vostro, io mi sentiva incapace e quasi indegno di scrivervi: né, se non credessi fermamente in Dio, nell'immortalità della vita e nei fati segnati dalla Provvidenza all'Italia, oserei farlo oggi. Ma voi non avete, confido, potuto credere un solo momento che io tacessi per colpevole oblio o perché non sentissi tutta quanta la solenne grandezza del sacrificio che s'incarna in Voi e nei nostri
La vostra famiglia sarà, quando avremo libertà vera, virtù, unità e coscienza di Popolo, una pagina storica della Nazione. Le tombe dei vostri figli saranno altari. I loro nomi staranno fra i primi nella litania dei nostri Santi. E Voi che educaste le anime loro, Voi che li avete veduti sparire a uno a uno patendo ciò che soltanto qualche madre può intendere, ma non disperando, rimarrete simbolo a tutti del dolore che redime e santifica, esempio solenne alle donne italiane e insegnamento del come la famiglia possa essere ciò che deve, e sinora non è, Tempio, Santuario della Patria comune.
Ma a Voi non importa né ad essi importava di fama. Voi non adorate, essi non adoravano che il fine, quel santo ideale d'una Italia redenta, pura di ogni macchia di servitù e di ogni sozzurra d'egoismo e di corruzione, e iniziatrice di forti e grandi pensieri da Roma, che ispirò, attraverso una tradizione di secoli, le nostre migliori anime alla battaglia e al martirio. E però vi dico: sorridete nel pianto, i vostri hanno, morendo, vinto; hanno affrettato d'assai il momento in cui quell'ideale diverrà fatto sulla nostra terra. Stanco dagli anni, dalle infermità e da altro, io ho sentito, all'annunzio della morte del nostro Giovanni, e delle ultime parole ch'ei proferiva, riardere dentro la fiamma dé miei anni giovanili e riconfermarsi in me il proposito della vita. Migliaia di nostri, non ne dubitate, hanno sentito lo stesso. Una intera famiglia non vive non muore come la vostra senza che tutta una generazione si ritempri in essa e muova innanzi d'un passo.